# Municipio de Lincoln (condado de Russell)
El municipio de Lincoln (en inglés: Lincoln Township) es un municipio ubicado en el condado de Russell en el estado estadounidense de Kansas. En el año 2010 tenía una población de 150 habitantes y una densidad poblacional de 1,6 personas por km².

## Geografía
El municipio de Lincoln se encuentra ubicado en las coordenadas 38°44′25″N 98°52′28″O / 38.74028, -98.87444. Según la Oficina del Censo de los Estados Unidos, el municipio tiene una superficie total de 93.52 km², de la cual 93,52 km² corresponden a tierra firme y (0 %) 0 km² es agua.

## Demografía
Según el censo de 2010, había 150 personas residiendo en el municipio de Lincoln. La densidad de población era de 1,6 hab./km². De los 150 habitantes, el municipio de Lincoln estaba compuesto por el 96,67 % blancos, el 2 % eran amerindios, el 0,67 % eran asiáticos y el 0,67 % eran de una mezcla de razas. Del total de la población el 0 % eran hispanos o latinos de cualquier raza.